# Антон Перезимник
Анто́н Перезимник — день народного календаря славян, приходящийся на 17 (30) января. Название дня происходит от имени святого Антония Великого.
В этот день крестьяне проверяли запасы кормов — хватит ли их до весеннего Юрьева дня; освящали сено и кормили им домашний скот. Святому Антонию молились о безопасности скота, о благополучном отёле коров. В Хорватии и Словении день святого Антония считался праздником тяглового скота.

## Другие названия дня
рус. Антонина Перезимняя, Антонина половина, бел. Антон, болг. Антоновден, серб. Чумин дан, Св. Антониjе, чеш. Antonína poustevníka, словац. Antonína opáta, словен. Anton Puščavnik, хорв. Sv. Anton, Sv. Ante opat.
Антонов день вместе с Афанасьевым днём болгары называли — «верижици». В северо-западной Хорватии январь назывался «Антонским месяцем» (хорв. Antonski mesec).

## Русские обряды
В этот день пекли толокняные колобки. Селяне совершали обряд, помогающий обхитрить нечистую силу. Тот, кто первым выходил по утру на улицу, шёл от крыльца пятами вперёд, как бы обозначая следами, что в дом сам хозяин пришёл. На снегу проводили поперёк снежной тропки, на которой оставался след, черту, чтобы отсечь всевозможному злу путь к дому. При этом приговаривали: «Ни на новце, ни на утренней заре, ни в обыден, не заступай здоровьица рабы Божией (имя рек)».

## Южнославянские традиции
В народном представлении болгар св. Антон и св. Афанасий тесно связаны — они считаются братьями-кузнецами, которые поймали и связали веригами (цепью) чуму. Сербы Косово этот и последующие дни называли днями чумы (серб. чумини дани). В Пирине считали, что все болезни собираются в этот день, чтобы на следующий день (Атанасовден) подступиться к людям. В этот день женщинам нельзя прясть и вязать, а также готовить бобы и чечевицу, чтобы дети не болели корью и чтобы не сердить оспу, чуму и язву. Однако пекут специальный хлеб, который вручается на здоровье родным и близким.

## Поговорки и приметы
- Антонина — зиме половина[9].
- Перезимник обнадёжит, обтеплит, а потом обманет — всё морозом стянет[10].
- Хитёр Антон со всех сторон[11]
- Не верь теплу на Антона — морозно будет[12].